# اگلیش، بالینامیلا و مانت استوارت
اگلیش، بالینامیلا و مانت استوارت (به انگلیسی: Aglish, Ballinameela and Mount Stuart) یک منطقهٔ مسکونی در ایرلند است که در شهرستان واترفورد واقع شده‌است.